# Omar Ayuso
Omar Ayuso   (Madrid, 26 de març de 1998) és un actor espanyol, conegut sobretot pel seu paper d’Omar Shanaa a la sèrie de televisió Élite (2018-actualitat).

## Biografia
Ayuso va néixer a Madrid el 26 de març de 1998 i es va criar a Manzanares el Real. Després de veure Bad Education de petit, es va interessar per ser en actor o cineasta. Ayuso estudia comunicació audiovisual a la Universitat Carles III de Madrid.

## Carrera
El 2018, Ayuso va participar en la sèrie de televisió espanyola Élite en el paper d'Omar Shanaa, un musulmà gai tancat a l'armari que manté una relació amb Ander Muñoz, interpretat per Arón Piper. Per preparar el paper, Ayuso va treballar durant dos mesos amb el director Ramón Salazar per assimilar el paper del seu personatge.
En 2019, Ayuso va protagonitzar tres curtmetratges, com Salvador Calvo de Maras i Ráfagas de vida salvaje de Jorge Cants i Disseminare de Jools Beardon.
El gener de 2020, Ayuso va aparèixer en el videoclip de "Juro Que" de la cantautora catalana Rosalía.
Ayuso interpreta al personatge, David, en la propera pel·lícula, 8 años, un drama gai on reflexiona sobre una relació de vuit anys.

### Imatge pública
La relació en pantalla d'Ayuso i Piper, bautitzada com "Omander", i la seva amistat fora d'ella ha generat un seguiment global. El juny de 2020, tenia més de quatre milions de seguidors a les xarxes socials. El paper ha impulsat la visibilitat LGBT, tot i que Ayuso es resisteix a la idea que serveixi de model. Com a home gai, Ayuso ha estat objecte de comentaris homòfobs. Creu que el suport generalitzat a la seva relació amb Piper a la pantalla es deu al fet que als homòfobs els resulta més fàcil acceptar els gais en la ficció que a la vida real.
Ayuso ha tingut una imatge transgressora que inclou eleccions de moda provocatives en aparicions públiques i publicacions a les xarxes socials.

## Vida personal
En 2019, Ayuso es va mudar a un apartament al centre de Madrid. Té un tatuatge d'una flama i un ull a la mà inspirat en l'artista Ricardo Cavolo. Ayuso és gai. Ha declarat en entrevistes que està orgullós del progrés social de la seva generació en temes com el feminisme, els drets LGBT i els esforços contra el racisme.
Ayuso cita la cantant Alaska com una de les seves ídols.
Des del març de 2020, Ayuso manté una relació amb l'artista Alonso Díaz.

## Filmografia

### Pel·lícules
| Any         | Títol  | Paper | Director   | Notes |
| ----------- | ------ | ----- | ---------- | ----- |
| Properament | 8 años | David | JD Alcázar | [ 6 ] |

### Curtmetratges
| Any  | Títol                    | Director      | Notes |
| ---- | ------------------------ | ------------- | ----- |
| 2019 | Maras 'de Salvador Calvo | Jorge Cantos  | [ 6 ] |
| 2019 | Ráfagas de vida salvaje  | Jorge Cantos  | [ 6 ] |
| 2019 | Disseminare              | Jools Beardon | [ 6 ] |

### Sèries de televisió
| Any             | Títol          | Paper       | Notes                        |
| --------------- | -------------- | ----------- | ---------------------------- |
| 2018            | El continental | sense títol | 1 episodi                    |
| 2018-actualitat | Elit           | Omar Shanaa | Paper principal; 32 episodis |

### Videos musicals
| Curs | Títol                                      | Paper | Notes |
| ---- | ------------------------------------------ | ----- | ----- |
| 2020 | "Juro Que" (Rosalía)                       |       | [ 8 ] |
| 2021 | "Famoso en tres calles" (Carolina Durante) |       |       |